# Destabilise
Destabilise è un singolo del gruppo musicale britannico Enter Shikari, pubblicato il 26 ottobre 2010.
È stato pubblicato in formato digitale e in vinile per un'edizione limitata di sole 1 000 copie. Il brano è stato successivamente incluso come traccia bonus nelle edizioni deluxe e redux del terzo album della band, A Flash Flood of Colour.

## Video musicale
Il video ufficiale del brano, diretto da Lawrence Hardy, è stato pubblicato il 24 ottobre 2010 e vede la band esibirsi in un magazzino dopo avervi fatto irruzione in piena notte. L'8 aprile 2011 è stato pubblicato un video anche per la versione dei Jonny & The Snipers (alter ego jazz degli Enter Shikari), diretto da Kode Media. Il 20 agosto dello stesso anno è stata pubblicata una versione del video ufficiale rieditata da Judderman in promozione del remix del brano realizzato da ROUT (progetto collaterale del cantante degli Enter Shikari Rou Reynolds), pubblicato nell'EP digitale di Quelle Surprise.

## Tracce
Testi di Rou Reynolds, musiche degli Enter Shikari.
Vinile 7", download digitale
1. Destabilise – 4:32
2. Motherstep/Mothership (Live at Hammersmith Apollo 2010) – 6:22

CD
1. Destabilise – 4:32
2. Destabilise (Radio Edit) – 3:43

## Formazione
- Rou Reynolds – voce, tastiera, sintetizzatore, programmazione
- Rory Clewlow – chitarra, voce secondaria
- Chris Batten – basso, voce secondaria
- Rob Rolfe – batteria, percussioni, cori

## Classifiche
| Classifica (2010)       | Posizione massima |
| ----------------------- | ----------------- |
| Regno Unito             | 65                |
| Regno Unito (downloads) | 64                |
| Regno Unito (physical)  | 17                |
| Regno Unito (rock)      | 1                 |